# 官坝站
官坝站是位于湖南永顺县沙坝乡的一个铁路车站，邮政编码416719。车站建于1978年，有焦柳铁路经过该站，现仅办理货运业务，不办理客运业务。车站距离月山站1004公里，隶属广铁集团，是五等站。